# 焦硫酸钾
焦硫酸钾（Potassium pyrosulfate）或二硫酸钾（potassium disulfate）是化学式为K2S2O7的无机化合物。 

## 制备
焦硫酸钾是通过其他盐的热分解获得的，大部分直接来自硫酸氢钾： 
2 KHSO4 →K2S2O7 + H2O.
但是高于600℃的温度将进一步将焦硫酸钾分解为硫酸钾和三氧化硫： 
K2S2O7 → K2SO4 + SO3
其他盐，如三硫酸钾，也可分解成焦硫酸钾。 

## 化学结构
焦硫酸钾含有具有重铬酸根结构的焦硫酸根阴离子。几何形状可以看作四面体，两个角共享SO42-阴离子的构型和中心桥接的氧原子。 焦硫酸根阴离子的半结构式为[O3SOSO3]2 −。其中硫的氧化态为+6。

## 用途
焦硫酸钾用于分析化学；将样品与焦硫酸钾（或焦硫酸钾和氟化钾的混合物）熔合以确保在定量分析之前完全溶解。
在三氧化硫的工业生产中，该化合物也与五氧化二钒一起存在于催化剂中。

## 请参见
- 焦硫酸钠